# Vittorino Veronese
Vittorino Veronese (ur. 1 marca 1910 w Vicenzy, zm. 3 września 1986 w Rzymie) – włoski prawnik, dyrektor generalny UNESCO w latach 1958–1961.

## Życiorys
W 1930 ukończył studia prawnicze. W okresie rządów faszystowskich we Włoszech był działaczem antyfaszystowskim. W latach 1944–1952 był prezesem włoskiej Akcji Katolickiej (Azione Cattolica). Od 1948 zaangażowany był w działania UNESCO jako delegat i ekspert reprezentujący Włochy. W latach 1952–1956 był członkiem, a następnie w latach 1956–1958 przewodniczącym Rady Wykonawczej UNESCO. W grudniu 1958 został wybrany na dyrektora generalnego UNESCO i funkcję tę sprawował do listopada 1961, kiedy zrezygnował z dalszego urzędowania ze względów zdrowotnych.